# Gaio Atilio Serrano
Gaio Atilio Serrano  (in latino Caius Atilius Serranus; fl. II secolo a.C.) è stato un politico romano del II secolo a.C..

## Biografia
Fu eletto console nel 106 a.C. con Quinto Servilio Cepione, l'anno in cui nacquero sia Cicerone che Pompeo Magno. Nella elezione riuscì a prevalere su Quinto Lutazio Catulo, anche se Cicerone lo definì stultissimus homo .
Nel 100 a.C., durante la rivolta di Saturnino, Serrano, con altri favorevoli alla linea dei consoli, prese le armi per la difesa dello stato contro le mire del tribuno.